# Bassin de la Villette
Il bassin de la Villette è il più grande specchio d'acqua artificiale di Parigi. Situato nel XIX arrondissement, collega il canale dell'Ourcq al canal Saint-Martin, e fa parte della rete di canali parigina.
Il bacino, inaugurato il 2 dicembre 1808, è di forma rettangolare e si articola in due distinte sezioni. Quella nord-orientale, lunga 730 metri e larga 30, serve a fornire l'acqua necessaria alla navigazione sui canali di Saint-Denis e Saint-Martin; questo tratto è chiamato a volte, impropriamente, canale dell'Ourcq, mentre il vero e proprio canale dell'Ourcq entra nel bacino al rond-point des canaux posto alla sua estremità nord, dove converge anche il canal Saint-Denis, ed è posizionata la darsena del Fond-de-Rouvray (porto dei battelli di servizio dei canali).
La sezione principale del bacino, lunga 699 metri e larga 70, ha inizio in corrispondenza del ponte di rue de Crimée, il quale è l'unico ponte mobile di Parigi, il terzo nel suo genere costruito in Francia, entrato in esercizio nel 1885 e tuttora attivo, e classificato nel 2013 come monumento storico; nei suoi pressi si trovano gli antichi depositi dei Magazzini generali. Il bacino termina a sud-ovest in prossimità della rotonda della Villette, a place Stalingrad. Lo specchio d'acqua è costeggiato dal lato nord da quai de la Seine e dal lato sud da quai de la Loire, collegati al centro dalla passerelle de la Moselle, ponte pedonale realizzato nel 1966 in sostituzione di quello originale, costruito nel 1882 su progetto di Armand Moisant.
Il bacino ospita anche agenzie che organizzano crociere fluviali e i due multisale, denominati rispettivamente "MK2 Quai de Loire" e "MK2 Quai de Seine" che trovano luogo sulle due rive opposte, all'interno di vecchi magazzini in ghisa.

## Storia
Il bassin de la Villette fu ideato anzitutto come riserva d'acqua per la città di Parigi: un effetto secondario dell'opera fu che inizialmente tale specchio d'acqua, circondato da giardini, divenne luogo di svago per i parigini, e tale rimase fino agli anni 1850 quando, la crescente industrializzazione, portò alla costruzione lungo le sue rive di magazzini e depositi commerciali.
La funzione di grande riserva di acqua potabile apparve chiara soprattutto nel 1832, quando Parigi fu colpita da una grande epidemia di colera, e si notò che i cittadini che usavano l'acqua proveniente dal bacino della Villette erano meno soggetti al contagio di quelli che usavano l'acqua della Senna, lungo la quale erano installate alcune macchine a vapore, e nella quale si riversavano le acque di scarico della città, e in particolare anche quelle dell'Hôtel-Dieu.
Attorno ai canali si sviluppò, nella seconda metà del XIX secolo un'intensa attività ci trasporto merci e portuale, che supportò la forte industrializzazione sia del territorio parigino, che di quello dell'attuale dipartimento della Senna-Saint-Denis; in quel periodo il traffico portuale del bacino fu al suo apogeo, equivalente a quello del porto di Bordeaux.
Questo traffico merci conobbe nel corso del XX secolo dei picchi importanti (fino a oltre 5 milioni di tonnellate nei primi anni 1930; 4,5 milioni di tonnellate nei primi anni 1970); in seguito alla crisi energetica del 1973, il trasporto merci per via fluviale fu completamente azzerato, scendendo nell'intero sistema dei canali di Parigi da 2000 a 1 milione di tonnellate..
La tendenza più recente è la sostituzione del traffico commerciale e di trasporto merci, con il trasporto turistico. Lungo tutto l'anno, alle rive del bacino sono ancorate péniches-spectacles che propongono attività culturali di vario genere. In estate l'area ospita varie attività da tempo libero.